# Fimcap
Die Fédération Internationale des Mouvements Catholiques d’Action Paroissale (Fimcap) ist ein internationaler Dachverband katholischer Jugendverbände. In der Fimcap schließen sich 35 Mitgliedsverbände in 33 Ländern Europas, Afrikas, Asiens und Südamerikas weltweit zusammen. Sie wurde 1962 gegründet und ist vom Päpstlichen Rat für die Laien als internationale katholische Organisation anerkannt.

## Geschichte
1959 arbeiteten französische, belgische und niederländische katholische Jugendverbände in Luzern erstmals am Projekt eines internationalen Zusammenschlusses. Die erste Delegiertenkonferenz fand 1960 in Deutschland im Rahmen des Eucharistischen Weltkongresses in München statt. Im Oktober 1961 erfolgte die Gründung durch elf Verbände und zu Ostern 1962 wurde die Fimcap formell errichtet. Nach ihrer Anerkennung 1976 durch den päpstlichen Rat für die Laien ist die Fimcap eine „internationale katholische Organisation“ und damit Mitglied der Konferenz des Rates.

## Struktur
Das höchste beschlussfassende Gremium ist die Weltversammlung (General Assembly), diese setzt sich aus Delegationen aller Mitgliedsverbände zusammen. Sie tritt alle drei Jahre an wechselnden Orten zusammen. Die Leitung des Verbandes übernimmt das interkontinentale Präsidium ("intercontinental presidium"), das aus einem weiblichen und einem männlichen Präsidenten (stehen für ein Geschlecht keine Kandidaten zur Verfügung, können die Stellen auch von zwei Männern oder zwei Frauen besetzt werden), einem Präses und einem Generalsekretär besteht. Zwischen den Weltversammlungen tagt das Intercontinental Bureau, das sich aus dem Präsidium und Vertretern der kontinentalen Zusammenschlüsse zusammensetzt.  
Auf kontinentaler Ebene schließen sich die Verbände zu kontinentalen Konferenzen zusammen. Die Präsidenten der kontinentalen Konferenzen sind nach Bestätigung durch die Weltversammlung als Vizepräsidenten der Fimcap Mitglied im Intercontinental Bureau. Kontinente ohne kontinentale Konferenz entsenden Delegierte ohne Vizepräsidentenstatus ins Intercontinental Bureau.
Das Generalsekretariat befindet sich in Antwerpen, Belgien. Seit 2006 ist die Fimcap als internationale NGO in Belgien anerkannt.
Arbeitssprachen sind Englisch, Französisch und Spanisch. Viermal im Jahr erscheint in diesen Sprachen das Verbandsmagazin Link.
Neben der Mitgliedschaft in der Konferenz des Päpstlichen Rates für die Laien ist die Fimcap Mitglied im European Youth Forum.

## Aktivitäten
Alle drei Jahre veranstaltet Fimcap das World Camp, ein internationales Jugendlager. Auf europäischer Ebene gibt es Austauschveranstaltungen zwischen einzelnen Gruppen der Mitgliedsverbände (Roundabouts), europäische Gruppenleiterschulungen (Eurocourse) und Euroclass, eine zehnmonatige internationale Jugendleiterschulung.
Zwischen einzelnen Verbänden gibt es Partnerschaften. Am 20. November findet in allen Mitgliedsverbänden der Fimcap day statt, an dem die internationale Dimension katholischer Jugendverbandsarbeit vor Ort erlebt werden soll.

## Thematische Arbeit und Positionen
Die FIMCAP und ihre Mitglieder haben für sich selbst das Ziel definiert, dass sie politisch zusammenarbeiten wollen, um die Interessen von Kindern, Jugendlichen und jungen Erwachsenen in Kirche, Gesellschaft und Politik zu identifizieren und zu vertreten. Die FIMCAP argumentiert, dass dies notwendigerweise ein Teil ihrer Arbeit ist, da die FIMCAP eine internationale Vereinigung von Verbänden ist, die Kinder, Jugendliche und junge Erwachsene auf der ganzen Welt vertreten, und Jugendorganisationen, Jugendarbeit und junge Menschen mit unterschiedlichen Herausforderungen konfrontiert sind. Die FIMCAP argumentiert, dass dieses Engagement durch die christlichen Überzeugungen und gemeinsamen Werte motiviert ist. Auf diese Weise soll die Qualität der Jugendarbeit der FIMCAP und ihrer Mitgliedsorganisationen gewährleistet und verbessert werden. Die FIMCAP will so an der Gestaltung der Welt und Gesellschaft mitwirken, unseren Planeten für künftige Generationen erhalten und die Aussichten für künftige Generationen im Allgemeinen verbessern. Als elementare Voraussetzungen dafür sieht die FIMCAP nachhaltiges und verantwortungsvolles Planen und Handeln, faire soziale und wirtschaftliche Chancen, hochwertige Bildung, Frieden, Nächstenliebe und Solidarität. Um diese Ziele zu erreichen, hat die FIMCAP in den letzten Jahren insbesondere die folgenden Positionen definiert:
- Jugendmobilität: Die FIMCAP setzt sich für eine bessere Jugendmobilität ein, indem sie sich dafür einsetzt, dass alle junge Menschen einen einfachen Zugang zu Jugendaustauschprogrammen und internationalen Jugendaktivitäten haben.[8] Insbesondere fordert die FIMCAP zusammen mit dem Europäischen Jugendforum[9] Änderungen des Visakodex und der Visarichtlinie der EU, um den Zugang zu Visas für den Jugendaustausch und die internationale Jugendarbeit zu erleichtern.[10][11][12] Darüber hinaus schloss sich die FIMCAP 2016 einem gemeinsamen Aufruf der großen europäischen Jugendorganisationen an, die Schengen-Prinzipien zu bewahren.[13]
- (Mehr) Anerkennung für (internationalen und religiösen) Jugendarbeit
- Nachhaltige Finanzierung der (internationalen) Jugendarbeit
- Umweltschutz, Anstrengungen gegen den Klimawandel und Klimagerechtigkeit: Die FIMCAP betont die Verantwortung, sich um die gesamte Schöpfung zu kümmern. Die FIMCAP ruft zu starken Anstrengungen auf individueller und gesellschaftlicher Ebene auf, um den Klimawandel mit seinen negativen Folgen zu stoppen. Die FIMCAP schärft auch das Bewusstsein für die bereits durch den Klimawandel verursachten Probleme und ruft zur Solidarität mit denjenigen auf, die am stärksten vom Klimawandel betroffen sind.[14] (Siehe auch: Laudato si'.) Auf ihrer 23. Generalversammlung beschloss die FIMCAP, sich drei Jahre lang in ihrer Arbeit auf Nachhaltigkeit und die Bekämpfung des Klimawandels zu konzentrieren.[15]
- Entwicklung und interkontinentale Zusammenarbeit: Für die FIMCAP ist die Zusammenarbeit zwischen den verschiedenen Kontinenten auf gleichberechtigter Basis ein Kernprinzip.[16] Auf ihrer 22. Generalversammlung beschloss die FIMCAP, sich drei Jahre lang in ihrer Arbeit darauf zu konzentrieren, sich für die Umsetzung der Millenniums-Entwicklungsziele einzusetzen.[15] In ähnlicher Weise lautete das Thema der 25. Generalversammlung „Unsere Welt verändern: Ein kinderrechtsbasierter Ansatz für die Ziele der nachhaltigen Entwicklung SDG“[17].
- Empowerment von Frauen und Gleichstellung der Geschlechter: FIMCAP betont die Bedeutung des Empowerments von Frauen, der Gleichberechtigung der Geschlechter und der Würde der Frauen für die Erleichterung des sozialen Wandels. Sie will eine praktische, nicht nur formal-rechtliche Gleichstellung von Frauen und Männern fördern.[16][15]
- Kinderrechte: FIMCAP setzt sich für die Beteiligung und Einbeziehung aller Kinder in Kirche und Gesellschaft ein und will Kinder dazu befähigen, ihre Rechte zu kennen, wie sie in der UN-Kinderrechtskonvention (CRC) definiert sind. Die FIMCAP will freie und sichere Orte für Kinder zum Spielen, Erforschen, Entdecken und damit zur Stärkung ihrer Werte schaffen. Sie will Antworten darauf finden, wie die Bedürfnisse von Kindern identifiziert und erfüllt werden können, physische und psychische Gewalt gegen Kinder bekämpfen und Kinderarbeit weltweit abschaffen.[18] Die FIMCAP setzt sich für die Beteiligung und Einbeziehung aller Kinder in Kirche und Gesellschaft ein.
- Frieden und interreligiöser Dialog: Die FIMCAP arbeitet mit Religions for Peace[19] und dem Europäischen Interreligiösen Jugendnetzwerk zusammen.[20] Zusammen mit anderen europäischen religiösen Jugendorganisationen half die FIMCAP, die Voraussetzungen und Vorteile im Bereich des interreligiösen Dialogs zu definieren.[21][22]

## Mitgliedsverbände
Mitgliedsverbände im deutschsprachigen Raum sind die Katholische Junge Gemeinde (Deutschland), die Katholische Jungschar Österreich und Jungwacht Blauring (Schweiz).
Mitgliedsverbände in Europa
| Name                                                                        | Land                          | Mitgliederzahl |
| --------------------------------------------------------------------------- | ----------------------------- | -------------- |
| Katholische junge Gemeinde (KjG)                                            | Deutschland                   | 80.000         |
| Jungwacht Blauring (Jubla)                                                  | Schweiz                       | 31.000         |
| Katholische Jungschar Österreich (KJSÖ)                                     | Österreich, Trentino-Südtirol | 112.000        |
| Zghazagh Azzjoni Kattolika (ZAK)                                            | Malta                         | 900            |
| Forum Degli Oratori Italiani (FOI)                                          | Italien                       | 1.000.000      |
| Frivilligt Drenge- og Pige-Forbund (FDF)                                    | Dänemark, Schleswig-Holstein  | 24.000         |
| Chirojeugd Vlaanderen                                                       | Belgien                       | > 100.000      |
| eRko                                                                        | Slowakei                      | 8.900          |
| La FACEL - Fédération des Associations Culturelles Educatives et de Loisirs | Frankreich                    |                |
| Jong Nederland                                                              | Niederlande                   | 10.000         |
| Coordinació Catalana de Colònies, Casals i Clubs d’Esplai (CCCCCE)          | Katalonien                    | 30.000         |
| Ateitis                                                                     | Litauen                       | 3.000          |
| Asociația Grupurilor Locale de Tineret (AGLT)                               | Rumänien                      |                |
| Katolikus Ifjúsági Mozgalom (KIM)                                           | Ungarn                        |                |
| V.I.A.C.                                                                    | Slowakei                      |                |
| Umbrella                                                                    | Georgien                      |                |

Mitgliedsverbände in Asien
| Name                                  | Land        | Mitgliederzahl |
| ------------------------------------- | ----------- | -------------- |
| Chiro Youth Movement Philippines      | Philippinen |                |
| Indian Catholic Youth Movement (ICYM) | Indien      |                |
| Kithu Dana Pubuduwa                   | Sri Lanka   |                |
| Hatsal Youth Ministry Institute       | Südkorea    |                |

Mitgliedsverbände in Lateinamerika
| Name                                    | Land     | Mitgliederzahl |
| --------------------------------------- | -------- | -------------- |
| Juventud Parroquial Chilene             | Chile    |                |
| Kiwo D'Haiti                            | Haiti    |                |
| Niños Perseverantes Paraguayos Católico | Paraguay |                |

Mitgliedsverbände in Afrika
| Name                                     | Land                           | Mitgliederzahl |
| ---------------------------------------- | ------------------------------ | -------------- |
| Chiro Burundi                            | Burundi                        |                |
| Catholic Youth Organization Ghana        | Ghana                          |                |
| Catholic Youth Organization Nigeria      | Nigeria                        |                |
| Catholic Youth Organization Sierra Leone | Sierra Leone                   |                |
| Kiro Kongo                               | Demokratische Republik Kongo   |                |
| Xaveri Burundi                           | Burundi                        |                |
| Xaveri Kongo                             | Demokratische Republik Kongo   |                |
| Xaveri Ruanda                            | Ruanda                         |                |
| Xaveri Südafrika                         | Südafrika                      |                |
| Chiro Südafrika                          | Südafrika / Lesotho / Botswana |                |
| Xaveri Uganda                            | Uganda                         |                |